# Barbadás

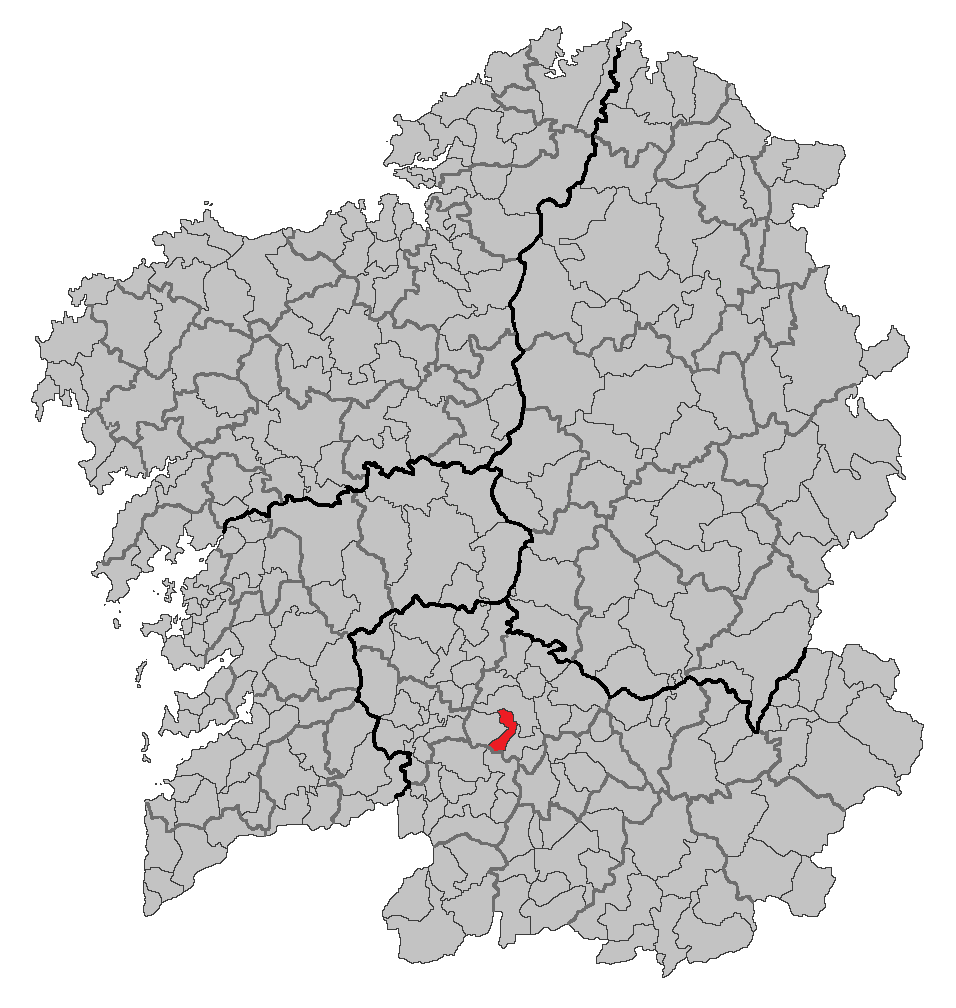
Localização de Barbadás

Barbadás (em espanhol, Barbadanes) é um município da Espanha na província 
de Ourense, 
comunidade autónoma da Galiza, de área 30,24 km² com 
população de 8685 habitantes (2007) e densidade populacional de 287,2 hab./km².

## Demografia
| Variação demográfica do município entre 1991 e 2004 | Variação demográfica do município entre 1991 e 2004 | Variação demográfica do município entre 1991 e 2004 | Variação demográfica do município entre 1991 e 2004 |
| --------------------------------------------------- | --------------------------------------------------- | --------------------------------------------------- | --------------------------------------------------- |
| 1991                                                | 1996                                                | 2001                                                | 2004                                                |
| 3851                                                | 5239                                                | 6768                                                | 7597                                                |